# Hemsjön (Björsäters socken, Östergötland)
Hemsjön är en sjö i Åtvidabergs kommun i Östergötland och ingår i Söderköpingsåns huvudavrinningsområde. Sjön har en area på 0,502 kvadratkilometer och ligger 70 meter över havet.

## Delavrinningsområde
Hemsjön ingår i det delavrinningsområde (647174-151480) som SMHI kallar för Utloppet av Hövern. Medelhöjden är 76 meter över havet och ytan är 47,11 kvadratkilometer. Räknas de 2 avrinningsområdena uppströms in blir den ackumulerade arean 63,53 kvadratkilometer. Storån som avvattnar avrinningsområdet har biflödesordning 2, vilket innebär att vattnet flödar genom totalt 2 vattendrag innan det når havet efter 33 kilometer. Avrinningsområdet består mestadels av skog (48 procent), öppen mark (13 procent) och jordbruk (22 procent). Avrinningsområdet har 7,06 kvadratkilometer vattenytor vilket ger det en sjöprocent på 15 procent.